# Bodies: The Exhibition
Bodies… The Exhibition è una mostra di dissezioni di corpi umani plastinati. Fu presentata per la prima volta a Tampa, in Florida, il 20 agosto 2005 ed è poi stata presentata in molte altre città. È simile (anche se non affiliata) alla mostra Body Worlds, che aprì nel 1995.
La mostra è gestita da Premier Exhibitions che presenta e promuove mostre simili, tra cui "Bodies Revealed" e "Our Body: The Universe Within", ed altri spettacoli di intrattenimento.

## Organizzazione della mostra
La mostra è organizzata in modo che il visitatore inizi del sistema osseo, procedendo verso livelli successivi: sistema muscolare, sistema nervoso, sistema circolatorio, sistema digerente, apparato respiratorio, apparato urinario ed apparato riproduttivo; inoltre, viene presentata l'evoluzione fetale. Comprendente un totale di circa 20 corpi, la mostra utilizza veri cadaveri umani preservati in maniera permanente tramite un processo chiamato "plastinazione" che ne previene il decadimento. La mostra è organizzata dalla società quotata Premier Exhibitions Incorporated, che presentò inoltre Bodies Revealed prima a Seul, Corea del Sud, e di recente negli Stati Uniti. La società ricevette i cadaveri per scopi di ricerca dal governo cinese, che li donò perché tutti i corpi al momento della morte non avevano alcun parente stretto o successore che reclamasse il cadavere. Le dissezioni vennero eseguite all'Università Dalian di Liaoning, Cina, ed i campioni risultanti vennero affittati a Premier Exhibitions per la durata di cinque anni.
Alcuni degli esemplari sono disposti in modo da apparire nell'atto di eseguire varie attività, come giocare a poker o dirigere un'orchestra. La mostra comprende anche un intestino disteso, i polmoni inquinati di un fumatore adulto, e tutte le vene ed arterie senza il corpo umano stesso. L'esposizione di polmoni inquinati dal fumo include una scatola in cui gli ospiti possono gettare sigarette e tabacco dopo aver visto il campione. Una sezione include diversi feti in vari stadi di sviluppo. Tutti i feti morirono a causa di aborti spontanei, ed i disordini che hanno causato gli aborti vengono illustrati per ogni campione. Un piccolo cartello posto prima dell'ingresso all'area dei feti avverte l'ospite della sensibilità della zona, di modo che chi lo desidera possa saltarla.

## Preservazione di corpi ed organi
I corpi sono preservati dalla decomposizione attraverso un processo di copertura con gomma brevettato nel 1970 dall'anatomista Gunther von Hagens. Essenzialmente, il processo consiste nel sostituire l'acqua e la materia grassa nelle cellule del corpo prima con acetone e successivamente da materie plastiche, come gomma siliconica, poliestere o resina epossidica.

## Questioni etiche
Preoccupazioni sono state sollevate riguardo alla provenienze dei corpi e l'etica dell'osservare resti umani, in particolare per bambini e cattolici. In un suo editoriale, il reverendo luterano Christoph Reiners si interrogò sugli effetti della mostra sui valori nei bambini. Prima delle presidenziali americane del 2005, la Procura Generale della Florida espresse l'opinione che dovesse essere richiesta l'approvazione del State Anatomical Board della Florida. La commissione si oppose alla mostra di Tampa ed il suo direttore espresse l'opinione che la mostra avrebbe dovuto essere chiusa. La direzione della mostra contrastò questa dichiarazione, dichiarando che la giurisdizione della commissione era limitata solo a scuole mediche e non ai musei; la mostra aprì con due giorni di ritardo al Museo della Scienza ed Industria di Tampa.
Dal 2006 il New York Times ed il programma televisivo 20/20 pubblicano resoconti del "mercato nero" cinese di organi e cadaveri, richiedendo un'interrogazione al Congresso, un'inchiesta svolta dal Procuratore Generale di New York Andrew Cuomo.  Come risultato dell'inchiesta di Cuomo e successivi accordi, la pagina principale del sito della mostra contiene un disclaimer riguardante la presunta origine di corpi e feti, dove si afferma che questa si basa esclusivamente sulla rappresentazione del loro partner cinese e non è possibile verificare in modo indipendente che i corpi non appartengano a prigionieri giustiziati.
Una coordinatrice per l'educazione scientifica del Carnagie Museum of Science si dimise a causa della mostra, citando il suo credo religioso, i dubbi sulla provenienza dei corpi e la generale ripugnanza nel mostrare "resti umani". La professoressa Anita Allen, bioeticista dell'università della Pennsylvania, argomentò che spendere soldi per "fissare stolidamente" resti umani dovrebbe sollevare serie preoccupazioni. Thomas Hibbs, eticista dell'università di Baylor, paragona il mostrare dei cadaveri alla pornografia, in quanto entrambi riducono il soggetto alla "manipolazione di parti del corpo spogliate di ogni più alto significato umano". Il rabbino Danny Schiff dichiara che, pur ipotizzando un qualche consenso, ci dovremmo comunque interrogare sui valori di una società che fornisce "dei corpi disposti in teche per un pubblico famelico".